# Logica di Port-Royal
Logica di Port-Royal è il nome con cui viene generalmente indicata l'opera La Logica o l'arte di pensare (La Logique ou l'art de penser. Contenant, outre les règles communes, pleusieurs observations nouvelles propres à former le jugement), scritta da due fra i principali esponenti del giansenismo, Antoine Arnauld e Pierre Nicole, e pubblicata anonima nel 1662.
Il trattato di logica si caratterizza per l'inserimento, oltre ai consueti capitoli dedicati al concetto, al giudizio e al ragionamento, di un quarto capitolo dedicato al metodo, che si rifaceva al pensiero di Cartesio.
La logica di Port-Royal si caratterizza, contro ogni nominalismo, per un orientamento funzionalista: tema principale infatti non sono i nomi o i segni, ma le modalità con cui la mente opera i collegamenti fra i vari nomi. In questo senso va inteso il riferimento all'arte di pensare: la logica infatti non è qui intesa dal punto di vista formale, come costruzione pura di ragionamenti deduttivi, ma come un metodo per condurre la mente alla conoscenza di idee chiare e distinte, quindi alla scoperta e all'invenzione.